# مگاگامتوژنز

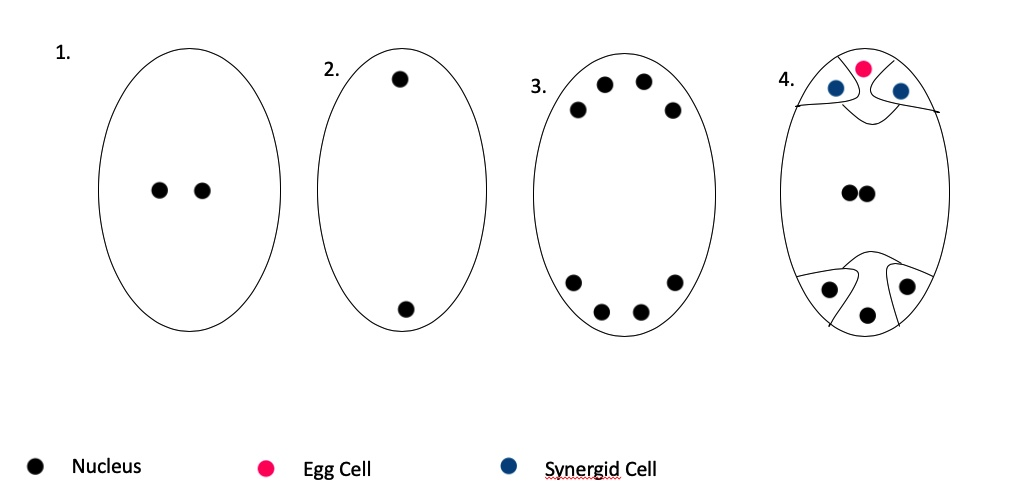
برای مشاهده فرایند مگاگامتوژنز به شکل بالا مراجعه کنید که در زیر به تفصیل آمده است.

مگاگامتوژنز (انگلیسی: Megagametogenesis)، فرایند بلوغ گامتوفیت ماده یا مگاگامتوفیت در گیاهان است در طی فرایند مگاگامتوژنز، بزرگ‌هاگ که از مگاسپوروژنز ناشی می‌شود، به کیسه رویانی تبدیل می‌شود، جایی که گامت ماده در آن قرار دارد. این بزرگ‌هاگ سپس به گامتوفیت‌های ماده هاپلوئید تبدیل می‌شوند. این در داخل تخمک، که در داخل تخمدان قرار دارد رخ می‌دهد.

## فرایند
قبل از مگاگامتوژنز، جنین در حال رشد طی فرآیندی به نام مگاسپوروژنز دچار میوز می‌شود. در مرحله بعد، از هر چهار بزرگ‌هاگ، سه بزرگ‌هاگ متلاشی می‌شود و تنها بزرگ‌هاگی باقی می‌ماند که تحت مگاگامتوژنز قرار می‌گیرد. مراحل زیر در شکل ۱ نشان داده شده است و در زیر به تفصیل آمده است.
1. بزرگ‌هاگ باقی‌مانده تحت یک دور میتوز قرار می‌گیرد. این منجر به ساختاری با دو هسته می‌شود که کیسه رویانی دو هسته‌ای نیز نامیده می‌شود.
2. دو هسته به طرف مقابل کیسه رویانی مهاجرت می‌کنند.
3. سپس هر هسته هاپلوئید تحت دو دور میتوز قرار می‌گیرد که در هر انتهای کیسه رویانی ۴ هسته هاپلوئید ایجاد می‌کند.
4. یک هسته از هر مجموعه ۴ تایی به مرکز کیسه رویانی مهاجرت می‌کند. اینها یاخته مادر درون‌دانه دو هسته‌ای را تشکیل می‌دهند. این باعث می‌شود که سه هسته در انتهای میکروپیلار و سه هسته سلول‌های ضدپایه باقی مانده در انتها باقی بماند. هسته‌های انتهای میکروپیلار از یک سلول تخم، دو سلول هم‌افزایی و میکروپیل تشکیل شده است که به لوله گرده اجازه ورود به ساختار را می‌دهد.[۴] هسته‌های ضدپایه به سادگی به‌عنوان سلول‌های ضدپایه شناخته می‌شوند.[۵] این سلول‌ها در تغذیه جنین نقش دارند، اما اغلب قبل از لقاح، تحت مرگ برنامه‌ریزی شده سلولی قرار می‌گیرند.[۳]
5. صفحات سلولی در اطراف هسته‌های ضدپایه، سلول تخمک و سلول‌های هم‌افزایی تشکیل می‌شوند.[۶]

## تغییرات

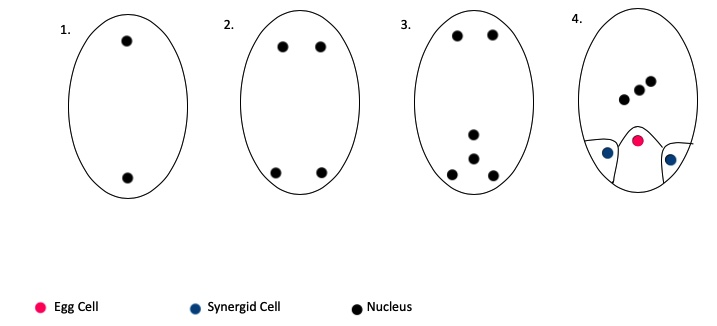
مگاگامتوژنز دوهاگ در شکل نشان داده شده است و در زیر مشخص شده است.

گیاهان سه نوع اصلی مگاگامتوژنز را نشان می‌دهند. تعداد هسته‌های هاپلوئید در بزرگ‌هاگ عملکردی که در مگاگامتوژنز نقش دارند، تفاوت اصلی بین این سه نوع است.

### تک‌هاگ
رایج‌ترین نوع مگاگامتوژنز، مگاگامتوژنز تک‌هاگی است که در بالا ذکر شده است. این نوع مگاژمتوژنز فقط به یک بزرگ‌هاگ اجازه می‌دهد تا تحت مگاگامتوژنز قرار گیرد، در حالی که سه بزرگ‌هاگ دیگر تحت مرگ برنامه‌ریزی شده سلولی قرار می‌گیرند.

### دوهاگ
همان‌طور که از نام آن پیداست، مگاگامتوژنز دوهاگی شامل دو هسته هاپلوئید ژنتیکی متفاوت است.
1. این دو هسته تحت یک دور میتوز قرار می‌گیرند.
2. سپس، هسته‌های انتهای ساختار میکروپیلار تحت دور دوم میتوز قرار می‌گیرند.
3. سپس، هسته‌ها دوباره مرتب می‌شوند تا یک سلول مادر درون‌دانه سه‌هسته‌ای و آرایش مشخصه انتهای میکروپیلار، با یک سلول تخمک و دو سلول هم‌افزایی را تشکیل دهند.
4. صفحات سلولی در اطراف سلول تخمک و سلول‌های هم‌افزایی تشکیل می‌شوند.

## دولپه‌ای‌های نو
در گیاهان دولپه‌ای‌های نو، کل فرایند در داخل تخمک یک گیاه اتفاق می‌افتد. جزئیات این فرایند برحسب گونه متفاوت است، اما فرآیندی که در اینجا توضیح داده شده رایج است. این فرایند با یک بزرگ‌هاگ‌یاخته منفرد دیپلوئید در هسته شروع می‌شود. این بزرگ‌هاگ‌یاخته تحت تقسیم سلولی میوز قرار می‌گیرد و چهار سلول هاپلوئید را تشکیل می‌دهد. سه سلول می‌میرند و یکی که از میکروپیل دورتر است به بزرگ‌هاگ تبدیل می‌شود. این بزرگ‌هاگ بزرگتر می‌شود و هسته آن سه بار دچار میتوز می‌شود تا زمانی که هشت هسته وجود داشته باشد. سپس این هشت هسته به دو گروه چهارتایی مرتب می‌شوند. این گروه‌ها هر دو هسته‌ای را به مرکز سلول می‌فرستند که سپس به هسته‌های قطبی تبدیل می‌شود. سه سلول باقی مانده در انتهای سلول در نزدیکی میکروپیلار به دستگاه تخمک با یک سلول تخم در مرکز و دو سینرژید تبدیل می‌شوند. دیواره سلولی در اطراف مجموعه دیگر هسته‌ها تشکیل می‌شود و سلول‌های ضدپایه را تشکیل می‌دهد. سلول‌های مرکز به سلول مرکزی تبدیل می‌شوند. کل این ساختار با هشت هسته‌اش کیسه رویانی نامیده می‌شود.

## پس از مگاگامتوژنز
مگاگامتوژنز گامتوفیت ماده را ایجاد می‌کند که بخشی جدایی‌ناپذیر از گرده‌افشانی است، فرآیندی بسیار برجسته در گیاهان. همتای نر مگاگامتوژنز، میکروگامتوژنز نامیده می‌شود. میکروگامتوژنز فرایند تشکیل گامتوفیت نر است. در طول گرده‌افشانی، گامتوفیت ماده با لوله گرده ارتباط برقرار می‌کند تا از تماس آن با تخمک اطمینان حاصل کند. هنگامی که تماس برقرار می‌شود، لوله گرده از طریق دهانه میکروپیل به یک سلول هم‌افزایی رشد می‌کند، که در صورت وقوع می‌میرد. مرگ سلول سینرژید به لوله گرده سیگنال می‌دهد تا اسپرم را آزاد کند. این فرایند باعث ایجاد جنین، پوشش بذر و درون‌دانه می‌شود که پس از گرده‌افشانی به بخش‌های مهم بذر تبدیل می‌شود.

## مفاهیم
گرده‌افشانی یک فرایند ضروری در تولید جهانی محصول است. موفقیت آن از نظر اقتصادی برای کشاورزان بسیار مهم است. علاوه بر این، موفقیت گرده‌افشانی برای امنیت غذایی جهانی مورد نیاز است. غلات یا بذرهای غلات، مهم‌ترین غذای اصلی انسان در سراسر جهان است. آنها ۴۸ درصد از کالری مصرف شده توسط انسان را تشکیل می‌دهند.